# Bawełniak białouchy
Bawełniak białouchy (Sigmodon leucotis) – gatunek ssaka z podrodziny bawełniaków (Sigmodontinae) w obrębie rodziny chomikowatych (Cricetidae).

## Zasięg występowania
Bawełniak białouchy występuje w Ameryce Środkowej zamieszkując w zależności od podgatunku:
- S. leucotis leucotis – układ rozmieszczenia w kształcie litery Y w Meksyku od ok. 27°N w Sierra Madre Zachodniej i 25°N w Sierra Madre Wschodniej na południowy wschód do środkowej części Kordyliery Wulkanicznej aż do stanu Meksyk.
- S. leucotis alticola – tereny górskie od północnego stanu Puebla na południe do północno-zachodniego stanu Oaxaca.

## Taksonomia
Gatunek po raz pierwszy zgodnie z zasadami nazewnictwa binominalnego opisał w 1902 roku amerykański teriolog Vernon Orlando Bailey nadając mu nazwę Sigmodon leucotis. Holotyp pochodził z Sierra de Valparaiso, na wysokości 8700 ft (2653 m), w stanie Zacatecas, w Meksyku. 
Autorzy Illustrated Checklist of the Mammals of the World rozpoznają dwa podgatunki.

### Etymologia
- Sigmodon: gr. σῖγμα sigma „litera Σ”; ὀδούς odous, ὀδóντος odontos „ząb”; w aluzji do sigmoidalnego wzoru na zębach trzonowych gdy ich korony są zużyte[8].
- leucotis: gr. λευκος leukos „biały”; -ωτις -ōtis „-uchy”, od ους ous, ωτος ōtos „ucho”[9].
- alticola: łac. altus wysoki (tj. górski), od alere „odżywiać”; -cola „mieszkaniec”, od colere „mieszakć”[9].

## Morfologia
Długość ciała (bez ogona) 132–157 mm, długość ogona 84–105 mm, długość ucha 16–23 mm, długość tylnej stopy 26–31 mm; maksymalna masa ciała samic nie będących w ciąży 140 g, samców 131 g. 

## Tryb życia
Żyje wyłącznie w górach. Silnie związany z wilgotnymi siedliskami sosnowo-dębobowymi. Jego okazy schwytano także w trawiastych łąkach. Budują gniazda, nory i korytarze podziemne. Przy małej ilości roślinności korytarze są nieobecne. Ciąża trwa 35 dni.

## Populacja
Gatunek powszechny w zakresie swojego występowania.

## Zagrożenia
Brak większych zagrożeń dla bawełniaka białouchego.